# Clement Thottungal
Clement Thottungal CMI, auch Clemens Thottungal, (* 16. April 1909 in Kandassankadavu, Britisch-Indien; † 15. September 1991) war ein indischer Ordensgeistlicher und syro-malabarischer Bischof von Sagar.

## Leben
Clement Thottungal trat der Ordensgemeinschaft der Carmelites of Mary Immaculate bei. Am 14. September 1930 legte er die erste Profess ab und am 14. September 1933 die feierliche Profess. Thottungal studierte Philosophie und Katholische Theologie am St. Joseph’s Seminary in Mangalore. Er empfing am 24. November 1938 durch den Bischof von Mangalore, Vittore Rosario Fernandes, das Sakrament der Priesterweihe.
Anschließend war Thottungal Sekretär des Generalpriors der Carmelites of Mary Immaculate. Daneben lehrte er Kanonisches Recht am Scholastikat seiner Ordensgemeinschaft in Chethipuzha. Am 4. Mai 1947 wurde Clement Thottungal Prior der Niederlassung der Carmelites of Mary Immaculate in Thevara und am 24. April 1950 Prior der Ordensniederlassung in Alua. Von 1953 bis 1959 war Thottungal Provinzial der Ordensprovinz Devamatha mit Sitz in Thrissur, bevor er Provinzial der Ordensprovinz Coimbatore wurde. 1962 wurde Clement Thottungal für weiterführende Studien in die USA entsandt, wo er 1964 an der Loyola University Chicago einen Master im Fach Religionswissenschaft erwarb. Nach der Rückkehr in seine Heimat war er kurzzeitig am Christ College in Irinjalakuda tätig, bevor er erneut Provinzial der Ordensprovinz Coimbatore wurde.
Papst Pius XII. bestellte ihn am 29. Juli 1968 zum ersten Apostolischen Exarch von Sagar. Am 26. Februar 1977 wurde Clement Thottungal infolge der Erhebung des Apostolischen Exarchats Sagar zum Bistum erster Bischof von Sagar. Der Erzbischof von Bhopal, Eugene Louis D’Souza MSFS, spendete ihm am 25. April desselben Jahres die Bischofsweihe; Mitkonsekratoren waren der Bischof von Indore, George M. Anathil SVD, und der Bischof von Jabalpur, Théophane Matthew Thannickunnel OPraem.
Papst Johannes Paul II. nahm am 20. Dezember 1986 das von Clement Thottungal aus Altersgründen vorgebrachte Rücktrittsgesuch an.